# Кёрёши Чома, Шандор
Ша́ндор Кёрёши Чома (венг. Kőrösi Csoma Sándor), также Александр Чома де Кёрёш (27 марта 1784, Ковасна, Трансильвания — 11 апреля 1842, Дарджилинг, Британская Индия) — венгерский филолог-востоковед. Автор первого тибетско-английского словаря и грамматики. Переводчик буддийских текстов. Часто называется основателем научной тибетологии.

## Биография
Шандор Кёрёши Чома принадлежал к субэтнической группе секеи. Он родился в обедневшей дворянской семье. Учился в Вене, Гейдельберге и Гёттингене, слушал лекции антрополога Блуменбаха, изучал восточные языки под руководством И. Г. Эйхгорна. Был способен читать на семнадцати языках, на многих из них свободно говорил.
Под влиянием идей Клапрота увлёкся задачей найти корни венгерского народа в Азии. 24-го ноября 1819 года он отправился из города Надьенед на восток и после множества трудностей прибыл в Ладакх. Здесь он изучил тибетский язык под руководством учёного ламы.
В 1831 году он поселился в Калькутте и подготовил здесь свой словарь и грамматику тибетского языка, первые удовлетворительные работы в области, несколько опередившие Я. И. Шмидта по причине гибели архивов последнего при пожаре Москвы 1812 года.
Шандор Кёрёши Чома также каталогизировал тибетские книги в библиотеке Азиатского общества в Калькутте.
Он умер от малярии в 1842 году в Дарджилинге на пути в Лхасу. Похоронен в Дарджилинге. Его могила является местной достопримечательностью.

## Труды
- Essays Towards a Dictionary Tibetan and English. — Calcutta, 1834; Bp., 1984.
- A Grammar of the Tibetan Language in English. — Calcutta, 1834; Bp., 1984.
- Körösi Csoma Sándor dolgozatai. — 1885, 1984.
- Sanskrit-Tibetan-English Vocabulary. I—III. — Calcutta, 1910, 1916, 1944; Bp., 1984.
- Tibetan Studies. — Calcutta, 1912; Bp., 1984.
- The Life and Teachings of Buddha. — Calcutta, 1957.
- Buddha élete és tanításai. Bukarest, 1972, 1982.

## Посмертная судьба
В 1933 году Кёрёши Чома был причислен в Японии к лику буддийских святых — бодхисаттв. В буддийском университете Токио ему воздвигнут памятник.
В Венгрии действует Общество Чома де Кёрёши, которое объединяет исследователей тибетского языка и литературы, буддизма и истории Центральной Азии.
Венгерскому бодхисаттве посвящён документальный фильм Тибора Семзё «Гость жизни» (Az élet vendége: Csoma-legendárium) с участием Мари Тёрёчик и Сюзанны Йорк (2006, специальное упоминание на кинофестивале в Локарно).